# Kroknäbbsvanga
För fågelarten Falculea palliata, se sabelvanga
Kroknäbbsvanga (Vanga curvirostris) är en fågel i familjen vangor inom ordningen tättingar.

## Utseende och läte
Kroknäbbsvangan är en stor, svartvit vanga med kraftigt krökt näbb. Unikt för vangor har den också svartvita vingteckningar. Sången består av en utdragen, spöklik vissling. 

## Utbredning och systematik
Kroknäbbsvanga placeras som enda art i släktet Vanga. Den delas in i två underarter:
- V. c. curvirostris – förekommer i skogar på norra och östra Madagaskar
- V. c. cetera – förekommer i skogar på sydvästra Madagaskar

## Levnadssätt
Kroknäbbsvangan hittas i alla skogstyper, till och med i plantage och buskmark. Den ses vanlig på medelhög höjd, enstaka eller i par. Arten är en rovfågel som kan ta i stort sett alla former av byten som den kan svälja. Möjligen därför deltar den inte i artblandade flockar och mobbas ofta av mindre fåglar.

## Status
Arten har ett stort utbredningsområde och internationella naturvårdsunionen IUCN kategoriserar arten som livskraftig. Beståndsutvecklingen är dock oklar.